# Чарнотшев
Чарнотшев (пол. Czarnotrzew) — село в Польщі, у гміні Бараново Остроленцького повіту Мазовецького воєводства.
Населення — 341 особа (2011).
У 1975-1998 роках село належало до Остроленцького воєводства.

## Демографія
Демографічна структура станом на 31 березня 2011 року:
|          | Загалом | Допрацездатний вік | Працездатний вік | Постпрацездатний вік |
| -------- | ------- | ------------------ | ---------------- | -------------------- |
| Чоловіки | 178     | 40                 | 114              | 24                   |
| Жінки    | 163     | 34                 | 88               | 41                   |
| Разом    | 341     | 74                 | 202              | 65                   |